# Karsten Linke
Karsten Linke (* 31. Dezember 1963 in Wuppertal, Elberfeld) ist ein deutscher Sportkommentator.

## Biografie
Karsten Linke begann seine berufliche Laufbahn beim Westfalen-Blatt Bielefeld. Anfang der 1990er absolvierte er ein Volontariat bei SAT.1 Hamburg. Mitte der 1990er wurde er Redakteur der Sportredaktion von SAT.1 in Hamburg und Berlin. Er kommentierte in dieser Zeit sowohl Tennis als auch Golf und führte zudem auch Interviews mit den Sportlern. Aber auch beim Fußball war er beim Privatsender zu hören. 1996 wechselte Linke zu Eurosport. Dort wurde er vor allem im Tennis eingesetzt. Er kommentierte die wichtigsten Turniere im Tenniskalender. Auch Hockey wurde durch Linke kommentiert.
Im Jahr 2009 wurde Linke bei der Gesellschaft für Internet Portale (GIP) tätig. Bei den Internetplattformen tennislive.tv und spobox.tv kommentierte er viele Ereignisse rund um Tennis und Volleyball. Auch bei den TV-Partnern der GIP, Sportdigital.tv und Anixe HD, war Linke zu hören. Bei sportdigital.tv kommentiert Linke zurzeit Hockey und vor allem Fußball. Aktuell sind es unter anderem die holländische Eredivisie oder die russische Premjer-Liga. Dabei berichtet er auch teilweise von zwei Spielen pro Tag.